# Zio Paperone e il tesoro di Creso
Zio Paperone e il tesoro di Creso è una storia a fumetti Disney, scritta e disegnata da Don Rosa.
L'autore aveva già deciso di crearla appena scrisse la sua prima storia, nella quale raffigurava il cosiddetto tesoro e quindi avrebbe dovuto inventare le cause della sua presenza. 

## Trama
La storia comincia con un assalto di Amelia al deposito, ma senza successo. Paperino nomina successivamente Creso e Paperone afferma di essere più ricco di lui; così va al museo di Paperopoli, dove c'è una mostra su Creso. Qui, Quo e Qua riescono a decifrare, grazie al manuale delle Giovani Marmotte, alcune scritte su un pezzo di una colonna del tempio di Artemide, finora mai comprese; queste scritte rivelavano che Creso aveva offerto agli dei un tesoro e nella colonna successiva vi sarebbe stata scritta l'ubicazione del tesoro. Sfortunatamente, il tempio di Artemide fu smantellato e spedito in tutta Europa e così Paperone e i nipotini sono costretti a cercare e ricostruire l'intero tempio. Una volta completata la ricerca e ricostruito il tempio scoprono che il tesoro di Creso si trovava nei pressi dell'antica Sardì e così, una volta recatesi là, trovano l'intero tesoro, al quale Paperone può rinunciare se vuol prendere un tesoro, secondo Creso più importante. Alla fine Paperone decide di rinunciare al primo tesoro trovato e scopre che la cosa più importante secondo Creso non era altro che il suo primo soldo.

## D.U.C.K.
Il D.U.C.K. (Dedicated to Uncle Carl by Keno, ovvero dedicato a zio Carl Barks, da Keno, che è uno dei nomi di Don Rosa) si trova in basso a sinistra tra la schiuma della prima pagina.